# Liste des lieux de culte de la Nouvelle-France au Québec
La liste des lieux de culte de la Nouvelle-France au Québec comprend tous les lieux de culte ou vestiges d'église qui subsistent au Québec. La liste comporte les églises construites à l'époque de la Nouvelle-France, entre 1608 et 1763, et qui sont encore debout, qu'elles aient conservé la fonction de culte ou non, ainsi que les vestiges visibles du patrimoine bâti comme des fondations qui seraient mises en valeur dans le cadre d'un aménagement commémoratif, comme on peut le voir, par exemple, sur le site du Vieux presbytère de Batiscan. Sont ajoutées les répliques d'églises construites sur le modèle de celles de la Nouvelle-France.

## Description
Le 20 septembre 1721, le Règlement des districts des paroisses de la Nouvelle-France identifie plus de 80 territoires paroissiaux, désignés sous le mot «District», ainsi que les églises qui s'y trouvent. À la fin du régime français, la vallée du Saint-Laurent compte une centaine d'églises. Certains lieux en sont déjà à leur deuxième ou troisième église depuis le début de leur établissement permanent respectif. Il subsiste une quinzaine de ces églises. Rares sont celles qui n'ont pas été modifiées au 19e siècle, tant pour leur volumétrie que pour leur décor intérieur, de sorte qu'il ne subsiste à peu près pas d’exemples qui puissent être considérés comme originaux.
Sous le régime français (1608-1763), tous les lieux de culte sont de confession catholique romaine. Ils font partie du diocèse de Québec, seul diocèse de la Nouvelle-France.

## Protection et commémoration
La plupart des églises existantes de cette période sont protégées par la Loi sur le patrimoine culturel du Québec, soit en étant classées comme monument historique par l'État ou en étant citées par leur Municipalité.
Sur plusieurs d'entre elles ont été apposées des plaques commémoratives ou des panneaux d'interprétation. Plusieurs sont ouvertes aux visiteurs au moins durant la période estivale.

## Immobilier existant
Cette liste comporte dix-neuf églises dont la construction remonte à l'époque du régime français (1608-1763). Elles sont ici classées par ordre chronologique de construction.
| Nom | Localisation                      | Construction | Type      | Propriétaire                                        | Note | Photo de l’extérieur | Photo de l’intérieur |
| --- | --------------------------------- | ------------ | --------- | --------------------------------------------------- | --- | -------------------- | -------------------- |
| Chapelle conventuelle Notre-Dame-des-Anges,                                                              | Québec                            | 1671-1673    | Monastère |                                                     | |                      |                      |
| Chapelle du séminaire Saint-Sulpice                                                                      | Montréal                          | 1705         | Séminaire | Sulpiciens                                          | |                      |                      |
| Chapelle des Ursulines                                                                                   | Trois-Rivières                    | 1714-1716    | Monastère | Ursulines                                           | Inutilisée depuis 2019.                                                                                      |                      |                      |
| Église Saint-Pierre                                                                                      | Saint-Pierre-de-l'Île-d'Orléans   | 1717-1719    | Bâtiment  | Gouvernement du Québec                              | Musée |                      |                      |
| Église dite chapelle Sanctuaire Notre-Dame-du-Cap, Autre nom : Ancienne église de Sainte-Marie-Madeleine | Trois-Rivières                    | 1717-1720    | Bâtiment  | Oblats de Marie-Immaculée                           | Culte et musée                                                                                               |                      |                      |
| Église de la Purification-de-la-Bienheureuse-Vierge-Marie,                                               | Repentigny                        | 1723-1725    | Bâtiment  | Fabrique                                            | Culte. Modifiée de façon importante en 1850-1852.                                                            |                      |                      |
| Église Saint-Étienne,                                                                                    | Beaumont                          | 1726-1733    | Bâtiment  | Fabrique                                            | |                      |                      |
| Église Saint-François-de-Sales,                                                                          | Saint-François-de-l'Île-d'Orléans | 1734-1739    | Bâtiment  | Fabrique                                            | Détruite par un incendie en 1988 et reconstruite en 1991-1992 à partir des quatre murs restants.             |                      |                      |
| Église Saint-Jean,                                                                                       | Saint-Jean-de-l'Île-d'Orléans     | 1734-1737    | Bâtiment  | Fabrique                                            | Culte et musée                                                                                               |                      |                      |
| Église Sainte-Famille,                                                                                   | Sainte-Famille-de-l'Île-d’Orléans | 1743-1747    | Bâtiment  | Fabrique                                            | Culte et musée                                                                                               |                      |                      |
| Chapelle de Tadoussac,                                                                                   | Tadoussac                         | 1747-1750    | Bâtiment  |                                                     | Attraction touristique                                                                                       |                      |                      |
| Église de la Visitation de la Bienheureuse-Vierge-Marie,                                                 | Montréal                          | 1749-1751    | Bâtiment  | Fabrique                                            | Façade de 1850-1870.                                                                                         |                      |                      |
| Église Saint-Charles-Borromé                                                                             | Saint-Charles-de-Bellechasse      | 1752-1757    | Bâtiment  | Fabrique                                            | |                      |                      |
| Église Saint James, Autre nom : Chapelle des Récollets                                                   | Trois-Rivières                    | 1754         | Bâtiment  | Municipalité                                        | Catholique de 1754 à 1776, devenue anglicane, transformée à l’anglaise en 1823                               |                      |                      |
| Église Sainte-Famille,                                                                                   | Cap-Santé                         | 1754-1767    | Bâtiment  | Fabrique                                            | Culte et musée                                                                                               |                      |                      |
| Église Notre-Dame-des-Victoires,                                                                         | Québec                            | 1763-1766    | Bâtiment  | Fabrique                                            | Construite en 1688, détruite par un incendie et reconstruite en 1763-1766 à partir des quatre murs restants. |                      |                      |
| Église Saint-François-de-Sales                                                                           | Neuville                          | 1761-1763    | Bâtiment  | Municipalité                                        | Culte et musée. L’église date de 1854, mais le chœur date de 1761-1763.                                      |                      |                      |
| Basilique-cathédrale Notre-Dame                                                                          | Québec                            | 1647-1650    | Bâtiment  | Corporation épiscopale catholique romaine de Québec | Culte et musée. Ses éléments d’origine remontent à 1647. Reconstruite en 1768-1771. Érigée en 1843-1844.     |                      |                      |
| Église de Notre-Dame-de-Lorette,                                                                         | Wendake                           | 1730         | Bâtiment  |                                                     | Culte. Détruite par un incendie et reconstruite selon le même modèle architectural en 1865-1866.             |                      |                      |

## Vestiges
Parmi toutes les églises construites sous le régime français, entre 1608 et 1763, disparues, un certain nombre ont fait l’objet de fouilles archéologiques et les vestiges de quelques-unes sont mis en valeur au moyen de divers moyens d’interprétation dont la mise au jour des fondations. La liste qui suit inventorie les sites où les vestiges d’églises sont mis en valeur.
| Nom                                                                   | Localisation/> | Construction | Type     | Propriétaire           | Note                                           | Photo des vestiges | Photo des moyens d’interprétation |
| --------------------------------------------------------------------- | -------------- | ------------ | -------- | ---------------------- | ---------------------------------------------- | ------------------ | --------------------------------- |
| La Grande-Ferme, Autre nom : Église Saint-Joachim                     | Saint-Joachim  | 1685         | Vestiges | Gouvernement du Québec | Musée. Monument.                               |                    |                                   |
| Vieux presbytère de Batiscan Autre nom : Église Saint-François-Xavier | Batiscan       | 1708         | Vestiges | Municipalité           | Musée. Panneau d’interprétation.               |                    |                                   |
| Place Pierre-Boucher> Autre nom : Église Immaculée-Conception         | Trois-Rivières | 1710         | Vestiges | Municipalité           | Localisation au sol, panneaux d’interprétation |                    |                                   |

## Répliques
Quelques églises, de construction récente, témoignent «du phénomène d’emprunts formels à des modèles jugés représentatifs d’une époque, d’un milieu ou d’un type architectural précis.» Elles ont été construites aux fins du culte ou pour servir de décors pour des plateaux de tournage de films ou de téléséries.
| Nom                                                                                            | Localisation                                         | Construction      | Type     | Propriétaire             | Note | Photo de l’extérieur | Photo de l’intérieur |
| ---------------------------------------------------------------------------------------------- | ---------------------------------------------------- | ----------------- | -------- | ------------------------ | --- | -------------------- | -------------------- |
| Chapelle Saint-Bernard                                                                         | Mont-Tremblant                                       | 1695 (1941-1942)  | Réplique |                          | Culte. Réplique construite en 1941-1942 de la première église de Saint-Laurent, sur l’île d’Orléans, érigée en 1695. |                      |                      |
| Chapelle du lac Rond                                                                           | Sainte-Adèle                                         | 18e siècle (1952) | Réplique | Église Unie de Ste-Adèle | Culte et centre culturel. Réplique construite en 1952.                                                               |                      |                      |
| L'Étape Autre nom : Chapelle Notre-Dame-de-L’Assomption                                        | Lac-Jacques-Cartier Réserve faunique des Laurentides | 18e siècle        | Réplique |                          | Construite en (année?), elle a servi au culte de 1967 à 1989. Abandonnée depuis 1989.                                |                      |                      |
| Site de la Nouvelle-France Autre nom : Chapelle du film Robe Noire et de la télésérie Shehaweh | Saint-Félix-d'Otis                                   | 1634 (1990)       | Réplique |                          | Musée. Décor construit en 1990 pour un film qui évoque l’année 1634.                                                 |                      |                      |
| Le Baluchon Éco-Villégiature Autre nom : Chapelle de la télésérie Marguerite Volant            | Saint-Paulin                                         | 1763 (1996)       | Réplique | Le Baluchon              | Musée. Décor construit en 1996 pour une télésérie qui évoque l’année 1763.                                           |                      |                      |